# جان جی. بکلی
جان جیمز بکلی (به انگلیسی: John James Beckley) (تولد: ۴ اوت ۱۷۵۷–۸ آوریل ۱۸۰۷) اولین کتابدار کتابخانه ملی کنگره آمریکا بود. وی از سال ۱۸۰۲ تا ۱۸۰۷ عهده‌دار این سمت بود.